# Arundoclaytonia
Arundoclaytonia es un género de plantas herbáceas perteneciente a la familia de las poáceas. Es originaria de Brasil donde se encuentra en la región del Amazonas.

## Etimología
El nombre del género fue nombrado en honor de William Derek Clayton, un notable agrostólogo británico.

## Especies
- Arundoclaytonia dissimilis Davidse & R.P. Ellis
- Arundoclaytonia jauensis